# Tixmehuac
Tixmehuac är en kommun i Mexiko.   Den ligger i delstaten Yucatán, i den östra delen av landet, 1 100 km öster om huvudstaden Mexico City. Antalet invånare är 4 746. Arean är 252 kvadratkilometer.
Terrängen i Tixmehuac är mycket platt.
Följande samhällen finns i Tixmehuac:
- Sabacché